# Олив Ойл
Олив Ойл — персонаж комиксов и мультипликационных фильмов о моряке Попае, его возлюбленная. Была придумана американским художником комиксов Элзи Сегаром в 1919 году как персонаж его комикса Thimble Theatre; это произошло за 10 лет до появления Попая, и на протяжении данного периода она являлась одной из главных героинь комикса, а после переименования комикса в «Попай» стала единственным персонажем из первоначальных, сохранившихся в новой версии как действующие лица. Её имя на английском — Olive Oyl — является искажённым написанием словосочетания «оливковое масло» (англ. olive oil).
Олив Ойл изображена в комиксе как тощая долговязая темноволосая женщина с завязанными в пучок волосами, неуклюжая и не слишком умная. Первоначально она была представлена как сестра Кастора Ойла и девушка Хэви Грэма; значительная часть ранних историй в комиксе была построена на комических ситуациях, связанных с ревностью Ойл касательно похождений Грэма. С момента появления в комиксе моряка Попая стала его возлюбленной, а также предметом страсти антагониста Попая, здоровенного матроса Блуто, и в большинстве историй уже предстаёт в образе, пусть и по-прежнему комичном, «девицы-в-беде», которую Попай должен спасти от Блуто или какой-либо иной опасности; в некоторых историях Ойл мечтала найти себе спутника более богатого и образованного, нежели Попай, однако в итоге всегда возвращалась к нему.
Уже с середины 1930-х годов Олив Ойл стала появляться почти во всех короткометражных мультфильмах о Попае; с 1933 до 1938 и с 1944 до конца 1950-х годов её озвучивала актриса Мэй Куэстел, озвучивавшая также Бэтти Буп. В фильме о Попае 1980 года её сыграла актриса Шелли Дюваль. В 2007 году на родине Сегара в её честь установлена статуя.